# Con Conrad
Con Conrad mais conhecido pelo seu nome artístico por Conrad K. Dober, (18 de junho de 1891 — Manhattan, Nova Iorque — 28 de setembro de 1938,  Van Nuys, Califórnia) foi um compositor e produtor norte-americano.
Conrad publicou suas primeiras músicas, "Down in Dear Old New Orleans", "Margie" em 1912.
Em 1929 ele se mudou para Hollywood depois de perder todo o seu dinheiro em shows mal sucedidos. Conrad recebeu o primeiro Oscar de Melhor Canção para o Continental em 1934, juntamente com o letrista Herb Magidson. Ele Faleceu quatro anos mais tarde em Van Nuys, Califórnia.